# Joe Stephenson
Joe A. Stephenson es un director británico. Es el fundador de B Good Picture Company, con quien ha producido todas sus películas hasta la fecha.

## Carrera
Stephenson hizo su debut como director con la película Chicken de 2015, adaptada de la obra de teatro del mismo nombre de Freddie Machin. Su segunda película fue el aclamado documental de 2018 McKellen: Playing the Part. Sus créditos televisivos incluyen Agatha and the Midnight Murders y Ackley Bridge.
Otras películas de Stephenson incluyen Doctor Jekyll, una adaptación de El extraño caso del doctor Jekyll y el señor Hyde, y Midas Man, una película biográfica sobre Brian Epstein.

## Filmografía

### Cine
| Año  | Título                     | Notas        |
| ---- | -------------------------- | ------------ |
| 2009 | The Alchemistic Suitcase   | Cortometraje |
| 2015 | Chicken                    |              |
| 2018 | McKellen: Playing the Part | Documental   |
| 2023 | Doctor Jekyll              |              |
| TBA  | Midas Man                  |              |

### Televisión
| Año       | Título                          | Notas                  |
| --------- | ------------------------------- | ---------------------- |
| 2011-2012 | In Love With…                   |                        |
| 2018-2021 | Ackley Bridge                   | 9 episodios            |
| 2020      | Agatha and the Midnight Murders | Película de televisión |

### Videos musicales
| Año  | Título        | Artista           |
| ---- | ------------- | ----------------- |
| 2015 | Instant Crush | Natalie Imbruglia |